# Stenotarsus rotundus
Stenotarsus rotundus is een keversoort uit de familie van de zwamkevers (Endomychidae). De wetenschappelijke naam van de soort werd in 1920 gepubliceerd door Gilbert John Arrow.